# 韓奕 (清朝)
韓奕（？—？），镶蓝旗汉军人，清朝政治人物。监生出身。

## 生平
康熙五十七年接替李舜卿任福州府知府一职，康熙六十年由杨宴接任。